# Нкут, Ажара
Ажара Нкут Нжоя (фр. Ajara Nchout Njoya; род. 12 января 1993, Фумбан, Западный регион) — камерунская футболистка, нападающая итальянского клуба «Интернационале» и сборной Камеруна.

## Биография

### Клубная карьера
Начинала играть в футбол в камерунских командах. В 2011 году вместе с партнёршей по сборной Огюстиной Эжанг перешла в российский клуб «Энергия» (Воронеж). Дебютный матч в высшей лиге России сыграла 25 апреля 2011 года против «Россиянки», а свой первый гол забила 8 мая 2011 года в ворота клуба «Звезда-2005». Всего за сезон 2011/12 приняла участие в 23 матчах высшей лиги, забила 5 голов и стала со своим клубом бронзовым призёром чемпионата России. Однако по окончании сезона «Энергия» лишилась профессионального статуса и футболистка перешла в «Россиянку». В подмосковном клубе не смогла пробиться в стартовый состав — в сезоне 2012/13 сыграла 14 матчей, из них только в одном вышла с первых минут, и забила 2 гола. Стала вице-чемпионкой России сезона 2012/13. В составе обеих российских команд участвовала в матчах женской Лиги чемпионов.
После отъезда из России некоторое время играла на родине, а затем выступала в американской лиге NWSL за «Уэстерн Нью-Йорк Флэш», где провела 7 неполных матчей, не отличившись голами.
В декабре 2015 года подписала контракт с дебютантом второго дивизиона Швеции «Сундсвалл» и выступала за него два сезона. Команда занимала места в нижней половине таблицы, но избегала зоны вылета. Спортсменка за два сезона забила 22 гола — 13 в сезоне 2016 года (вошла в топ-10 бомбардиров лиги) и 9 — в сезоне 2017 года.
В 2018 году выступала за норвежский «Сандвикен», клуб финишировал на четвёртом месте в чемпионате и стал финалистом Кубка Норвегии, а Нкут с 15 голами заняла второе место в споре бомбардиров. Не смогла сыграть в финале Кубка 2018 года, так как в это время играла за сборную. В следующем сезоне играла за другой клуб из Норвегии — «Валеренга», стала вице-чемпионкой и финалисткой Кубка, а в споре снайперов вошла в топ-10 (11 голов).

### Карьера в сборной
С начала 2010-х годов выступала за национальную сборную Камеруна. Участница Олимпиады 2012 года (3 матча). На чемпионате мира 2015 года сыграла все 4 матча своей команды и стала автором гола в ворота Японии. На чемпионате мира 2015 года сыграла все 4 матча и забила 2 гола, сделав «дубль» в победном матче с Новой Зеландией (2:1). За один из голов в ворота новозеландцев номинировалась на Премию Пушкаша.
Принимала участие в матчах чемпионата Африки. В частности, в 2014 и 2016 годах была вице-чемпионкой, а в 2018 году — бронзовым призёром (5 матчей, 2 гола).
Всего за сборную провела не менее 40 матчей, забила не менее 8 голов[уточнить].